# 一宮町事件

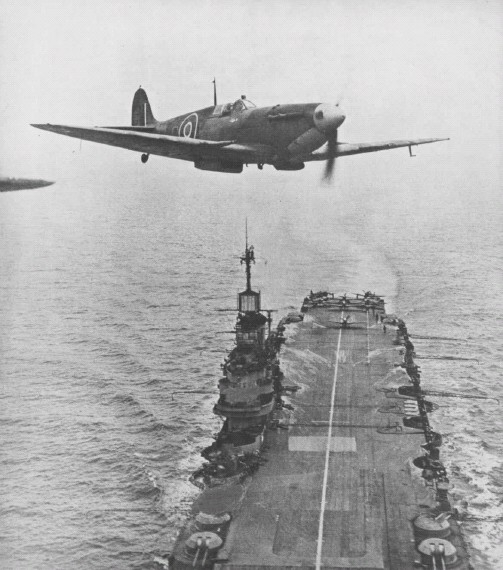
空母上空を飛ぶスーパーマリン シーファイア

一宮町事件（いちのみやまちじけん）は、1945年8月15日に、千葉県長生郡西村上空を飛行中であったイギリス海軍艦載機が撃墜され、搭乗員のフレッド・ホックレー志願少尉が同郡一宮町において、大日本帝国陸軍によって殺害された事件。ホックレー事件とも。1947年にBC級戦犯裁判（イギリス軍香港裁判）で裁かれた。

## 事件

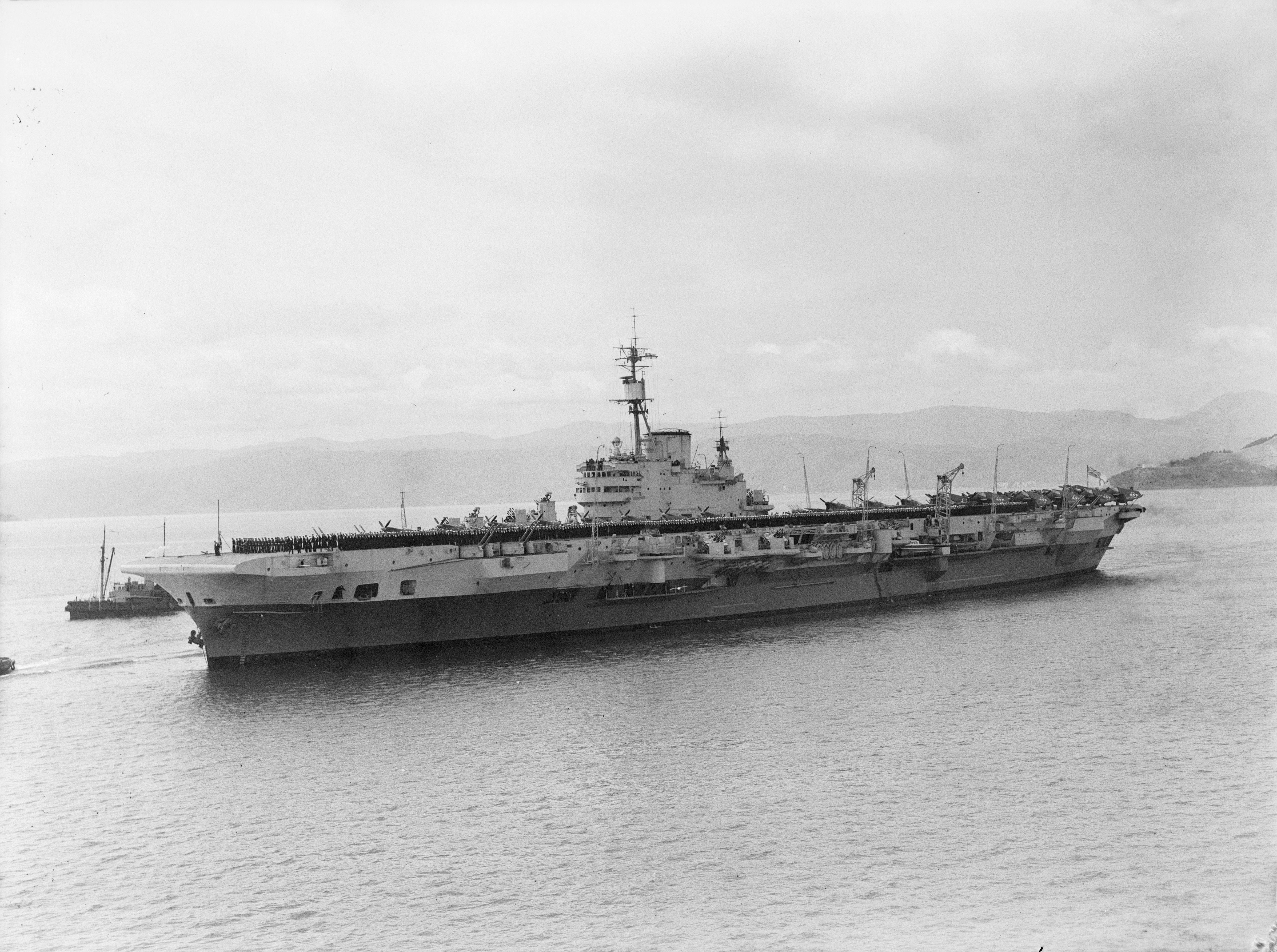
空母インディファティガブル （1945年）

1945年8月15日の午前10時頃、千葉県長生郡西村（現・長南町）の上空で、イギリス海軍の空母「インディファティガブル」所属の戦闘機「スーパーマリン シーファイア」が日本軍の戦闘機によって撃墜された。搭乗員だったフレッド・ホックレー少尉は東村（現・長南町）に落下傘降下して警防団員に捕獲され、東村の教育隊（国民学校）に連行された。
同日正午の玉音放送の後、つまり日英両国が戦闘状態を終えたのにもかかわらず、ホックレー少尉は第147師団歩兵第426連隊の岩井本部で教育隊から第426連隊のF大尉、S少尉、H曹長らに引き渡され、午後5時頃、同連隊一宮本部が置かれていた一宮町の一宮国民学校（現・一宮町立一宮小学校）に移された。
岩井本部からF大尉らが第147師団司令部に英兵捕虜の処遇に関し問い合わせたところ、第147師団の参謀・平野昇少佐は、「連隊で処置せよ」と指示した。一宮本部への護送後、第426連隊の連隊長・田村昇大佐はS中尉に処刑を指示し、鶴舞の師団司令部の会合に出席するため外出した。S中尉はH曹長に命じて処刑予定地に穴を掘らせ、F大尉に「田村連隊長から処刑命令が下り、準備ができたので処刑してほしい」旨を伝えた。F大尉はホックレー少尉を山中に連行し、拳銃で撃った後に刀で背中を刺して殺害し、遺体を穴に埋めた。

## 隠蔽工作
1945年10月頃、連合国軍最高司令官総司令部が茂原の海軍保安隊を通じて第147師団宛てに、同年8月15日に茂原西南方付近に墜落した英軍機搭乗員ボナス少尉の死体の捜索を要求し、第147師団の平野参謀は第426連隊に調査を命じた。
第426連隊の田村連隊長は、ボナス少尉の捜査過程でホックレー少尉の事件が露見することをおそれたのか、10月中旬に山中に埋めたホックレー少尉の死体を掘り起こして火葬し、一宮の実本寺に遺骨を安置した上で、11月初旬に連隊関係者を集めて「ホックレー少尉は負傷によって死亡したことにする」との合意を取り決めた。そして、11月末に第147師団の平野参謀が東部管区司令部に提出した報告書では、ホックレー少尉は落下傘降下時に警防団や村人から「鳶口か何かで打たれたような」傷が原因で死亡したとされた。
しかし、近隣住民の間でホックレー殺害の噂が絶えず、疑念を抱いた東部復員監部が12月から翌年2月にかけて第147師団と第426連隊の関係者に事情聴取したところ、田村連隊長の報告内容に矛盾があることがわかった。その状況でも田村連隊長は報告書どおりの内容を主張、東部復員監部は巻き添えになることをおそれて上部機関の第一復員省に報告しないまま調査を中止し、書類を焼却した。
だが、不審な噂をイギリス連邦占領軍は見逃さず、1946年2月から4月にかけて田村連隊長や第426連隊のF大尉を東京の極東空軍司令部（明治生命館）に呼んで尋問し、田村連隊長の陳述の疑問点について問われたF大尉は、ホックレー少尉の殺害を自供した。F大尉は自供の翌日服毒自殺を図るが未遂に終わり、国立第一病院に入院した。田村連隊長は一転して処刑の事実を認めたが、平野参謀から連隊への指示を問題にした。

## BC級戦犯裁判
1947年6月13日に、本事件はイギリス軍が植民地の香港においておこなった裁判で裁かれ、第147師団付参謀の平野少佐と歩兵第426連隊長の田村大佐は絞首刑、処刑実行者であるF大尉は禁錮15年の判決を受けた。平野少佐と田村大佐は1947年9月16日に香港で処刑された。